# FS E.626
Les locomotives électriques du type E.626 ed E.625 furent les premiers engins de traction à courant continu 3 kV à être construits et mis en service sur le réseau italien des FS, entre 1927 et 1939.

## Histoire
La locomotive E.626 apparaît en 1926 à la demande des "Ferrovie Italiane" chemins de fer italiens aux sociétés italiennes spécialisées devant assurer le trafic sur la nouvelle ligne en construction équipée en 3 kV continu, qui deviendra le standard du réseau italien, entre Foggia et Benevento, dans le sud de l'Italie.
Cette ligne importante servira de test au nouveau système d'électrification italien, qui deviendra ensuite le standard du réseau en vigueur encore en 2008 sauf pour les LGV qui sont, selon la norme européenne, en 25 kV alternatif. Ce système remplaçait l'ancien système triphasé à 16,7 Hz.
La conception de la partie mécanique est l'œuvre de l'équipe projet de l'ingénieur Giuseppe Bianchi du "Servizio Materiale e Trazione FS" - service matériel et traction de Florence, le père fondateur du système ferroviaire italien actuel et concepteur de nombre de locomotives historiques de renom.
À la demande expresse des FS, les nouvelles locomotives devaient disposer de 6 essieux moteurs, pour mieux répartir la masse de la machine sur la voie, dotée de superstructures légères pour améliorer l'adhérence en montée. 
Avec l'adoption du système d'alimentation en courant continu sur tout le réseau national, les "FS.E.626" devinrent l'outil idéal pour moderniser l'ensemble du parc matériel roulant. Fabriquée à 448 exemplaires en 3 séries fondamentales plus les prototypes, avec quelques différences sur le plan électromécanique, le groupe "E.626" a été conçu avec des solutions simples, fiables et standardisées dans le but d'en simplifier la maintenance.
Les premiers essais furent conduits sur la ligne Benevento - Foggia, en septembre 1927, en utilisant trois prototypes "E.626" construits par la "Società Nazionale Officine di Savigliano" avec une partie électrique de traction provenant de Metropolitan-Vickers de Manchester. Les 14 premiers prototypes (huit du type "E.625" avec un rapport court de  transmission pour des convois de marchandises et six "E.626" avec un rapport long pour les trains de voyageurs), furent utilisés pour la mise au point des nouvelles technologies et pour le choix des composants à mettre en œuvre. Soumis à des tests et essais intensifs, ces locomotives se montrèrent puissantes et très résistantes, si bien que les premiers exemplaires furent mis en service en 1928, à peine un an après leur certification.
En 1930 une première production en série de 85 exemplaires est lancée. Ces locomotives seront livrées au cours des deux années suivantes, avec la mise à niveau des prototypes. Les "E.625" furent ensuite transformées en "E.626" avec le remplacement du bloc de transmission.
Entre 1934 et 1938 308 exemplaires furent construits en un temps record. Ces unités de seconde série étaient plus légères du fait de la suppression du générateur électrique fonctionnant par une biellette sur le quatrième essieu, remplacé par un moteur-dynamo et des batteries.
En 1939 la troisième série voit le jour avec seulement 41 exemplaires et une transmission courte. À peine un an plus tard les FS procéderont à leur transformation pour les rendre identiques à la seconde série.
Pendant ce temps, les études avaient débuté pour le nouveau type dérivé des E.626, la locomotive FS E.636, qui utilisera dans un premier temps les mêmes moteurs et des éléments électromécaniques.

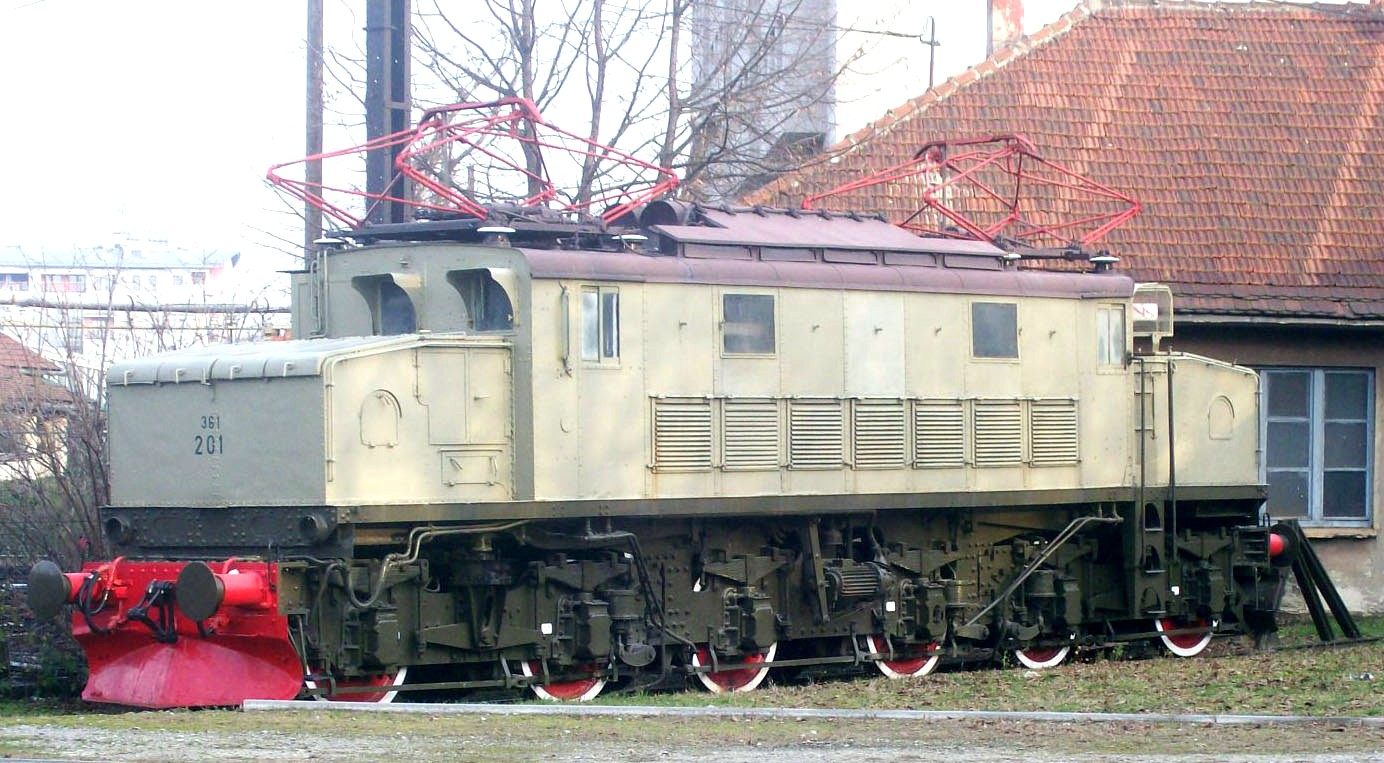
Locomotive JŽ 361 - ex FS E.626 cédée aux chemins de fer Yougoslaves

Après les destructions nombreuses de la seconde guerre mondiale où quasiment tout le parc roulant électrique des FS sera décimé, en 1946 les "Ferrovie Italiane" en profitèrent pour reconstruire avec les éleéments récupérés des unités identiques à la 3e série. À cette époque, toutes les locomotives confisquées par les troupes nazies et abandonnées partout en Europe furent cédées à ces pays. On dénombra en 1949 17 exemplaires cédés aux chemins de fer de l'ex Yougoslavie renommées Groupe 361, en 1958 4 exemplaires nommés "E.666" donnés aux chemins de fer de Tchécoslovaquie, et transformés en 1,5 kV au lieu des 3 kV italiens pour circuler sur le réseau tchèque.
En Italie, ces locomotives devenues obsolètes dans les années 1960, furent déclassées et réservées aux convois de marchandises.
Au début des années 1950, 5 exemplaires furent transformés pour assurer les trajets sur des lignes de montagne Aoste-Pré St.Didier dans le Val d'Aoste et Bolzano-Merano en Haut Adige près de l'Autriche. 
Au cours des années 1970, 12 exemplaires furent cédés à des chemins de fer privés. Les FS sortirent de leur parc roulant ce groupe de locomotives encore en service à la fin des années 1980. Elles furent remplacées par les nouvelles générations FS E.402B et ensuite par les FS E.444R.
Actuellement 7 exemplaires sont maintenus en état de marche dans des musées, tandis que 11 autres exemplaires, dont le prototype E.626.001, ont été restaurés pour servir dans les convois historiques et pour le cinéma.

## Exemplaires en service
Les locomotives E.626 en service actif recensées sont les "E.626.223" et "E.626.311" achetées par les chemins de fer donnés en concession à Arezzo, "La Ferroviaria Italiana", qui possédait déjà la "E.626.006", achetée précédemment.

## Technique
Sur les prescriptions de l'ingénieur Bianchi, il fut décidé de privilégier la fiabilité et la maintenance des locomotives plutôt que les prestations pures. La gamme de locomotives "E.626" a été conçue pour être une locomotive très polyvalente, et sa longévité sans aucune défaillance importante démontrera la validité de ce concept.  

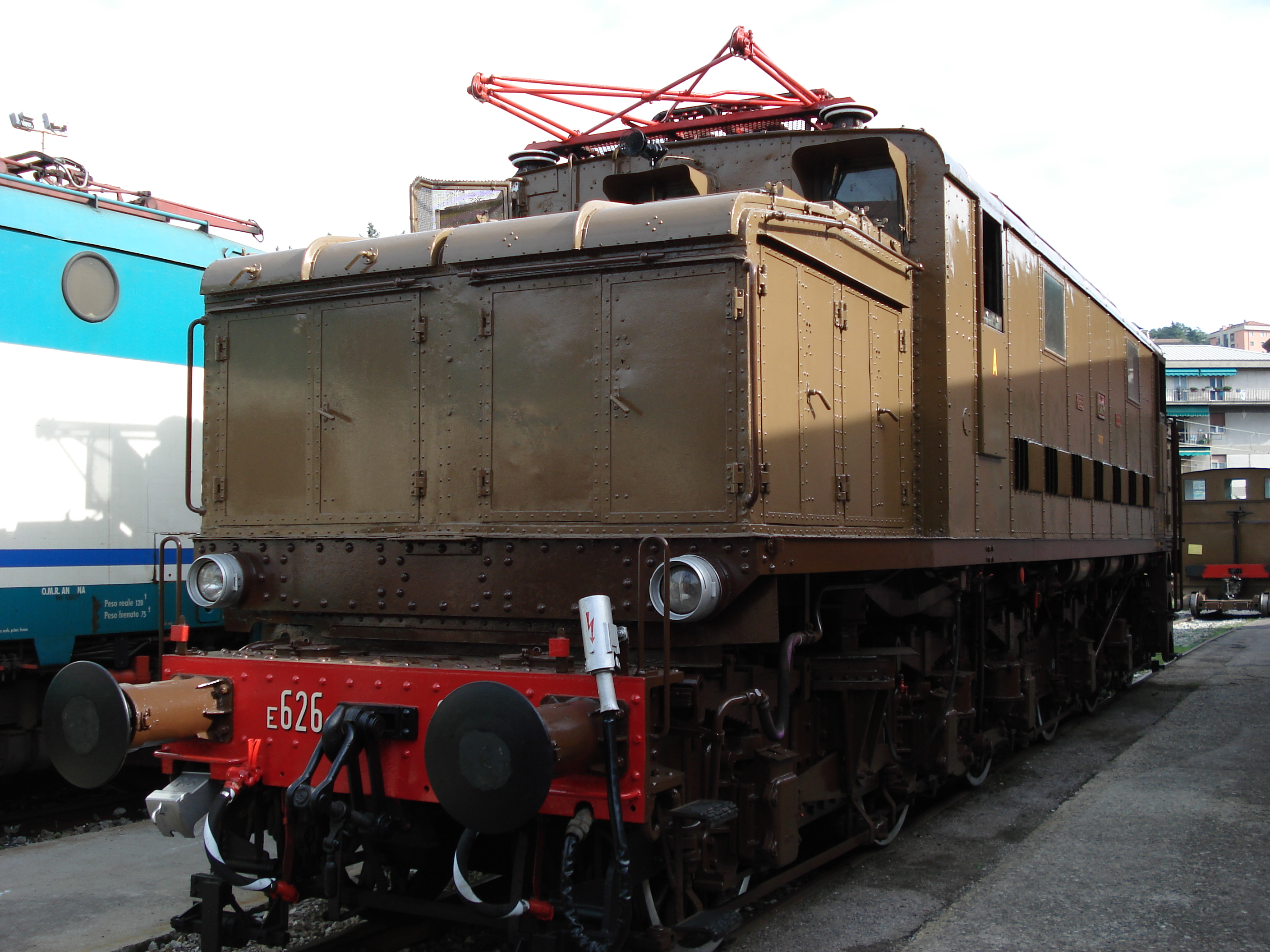
E.626.294 - Musée national des Transports La Spezia - 29 octobre 2006

Lors de la fabrication de la première série des "E.626", pour la première fois le principe de modularité prôné par l'ingénieur Bianchi fut utilisé. De nombreux composants et éléments de commande de la machine étaient identiques entre les locomotives FS E.326, FS E.428 et FS E.626. Cela a permis de réduire les coûts, de mieux former le personnel et de garantir une meilleure disponibilité des pièces détachées. 

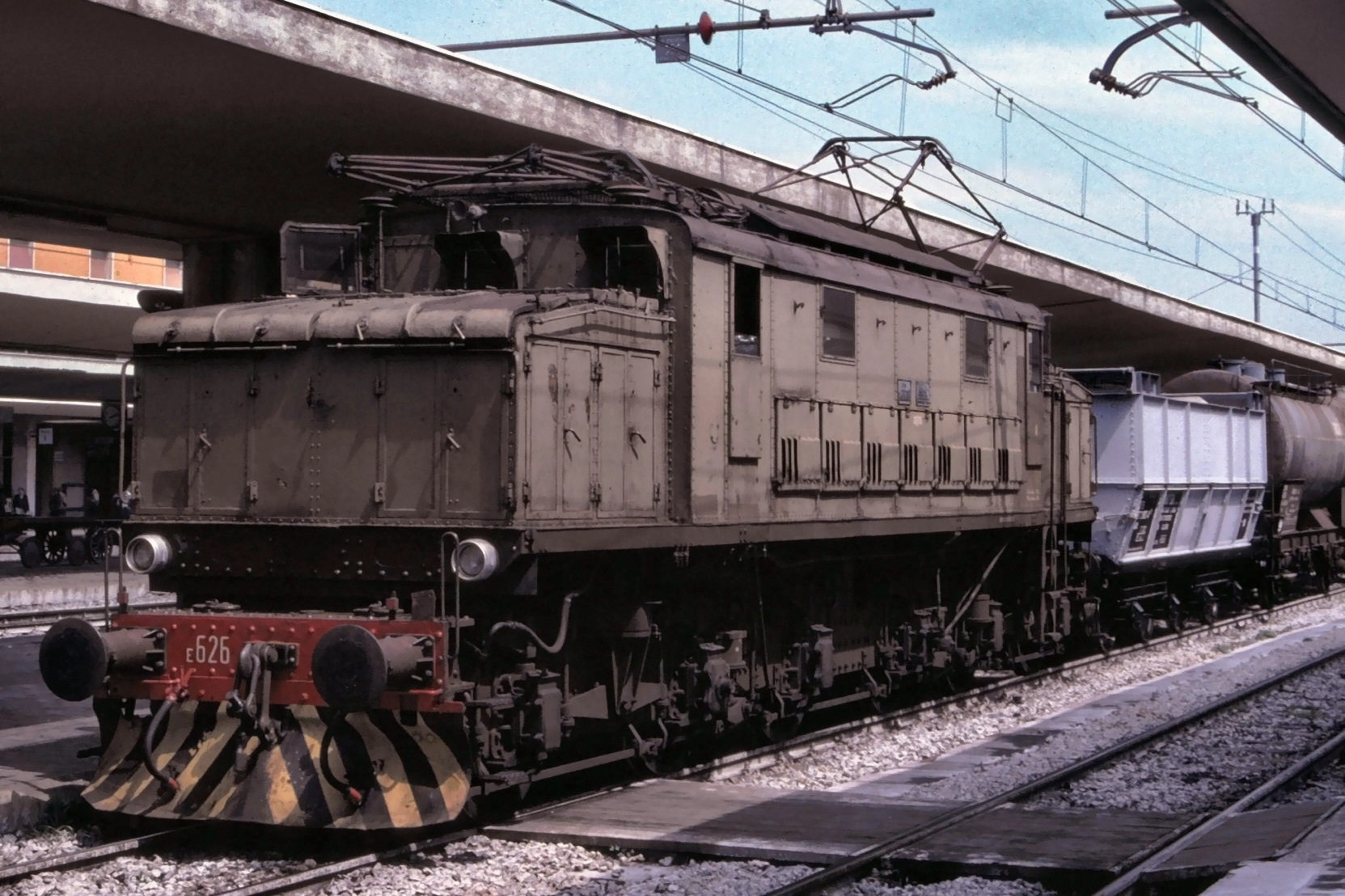
E626.106 à Pise
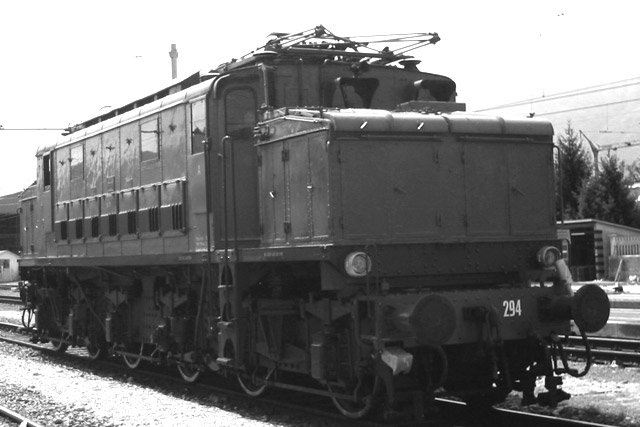
E626.294